# Hyposmocoma sordidella
Hyposmocoma sordidella là một loài bướm đêm thuộc họ Cosmopterigidae. Nó là loài đặc hữu của Kauai.